# 下増田村
下増田村（しもますだむら）は、昭和30年（1955年）まで宮城県名取郡に存在していた村。現在の名取市下増田・杉ヶ袋および美田園にあたる。
旧村域は仙台空港北側の敷地の一部に係り、仙台空港駅がある。

## 地理
- 河川：貞山堀

## 沿革
- 明治22年（1889年）4月1日 - 町村制施行にともない、下増田村及び杉ヶ袋村の区域をもって下増田村が発足する。
- 昭和30年（1955年）4月1日 - 下増田村、増田町、閖上町、高舘村、館腰村及び愛島村が合併し、名取町が発足する。

## 行政

### 歴代村長
| 代      | 氏名       | 就任                      | 退任                      | 備考 |
| ------- | ---------- | ------------------------- | ------------------------- | ---- |
| 1 - 7   | 阿刀田義潮 | 明治22年（1889年）4月28日 | 大正5年（1916年）5月12日  |      |
| 8       | 佐藤今朝吉 | 大正5年（1916年）12月22日 | 大正8年（1919年）2月10日  |      |
| 9       | 曽我惣五郎 | 大正8年（1919年）2月10日  | 大正9年（1920年）10月15日 |      |
| 10      | 森良三郎   | 大正9年（1920年）11月2日  | 昭和4年（1929年）3月24日  |      |
| 11      | 曽我長松   | 昭和4年（1929年）3月25日  | 昭和8年（1933年）3月24日  |      |
| 12 - 13 | 洞口暁     | 昭和8年（1933年）3月25日  | 昭和16年（1941年）3月24日 |      |
| 14      | 洞口周蔵   | 昭和16年（1941年）3月27日 | 昭和21年（1946年）6月5日  |      |
| 15      | 洞口暁     | 昭和21年（1946年）6月29日 | 昭和21年（1946年）10月6日 | 再任 |
| 16 - 17 | 曽我長太郎 | 昭和22年（1947年）4月5日  | 昭和30年（1955年）3月31日 |      |